# 塔納赫

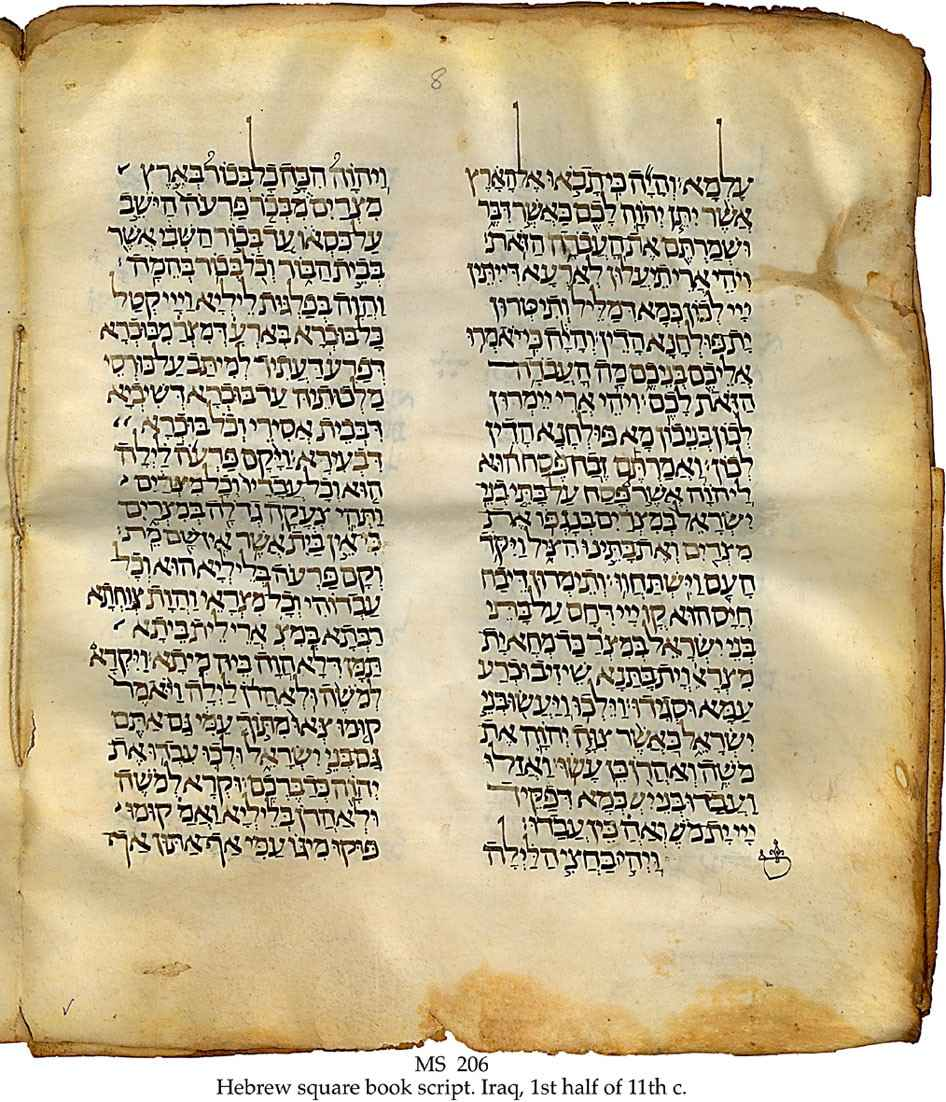
11世纪希伯来语圣经的翻译本

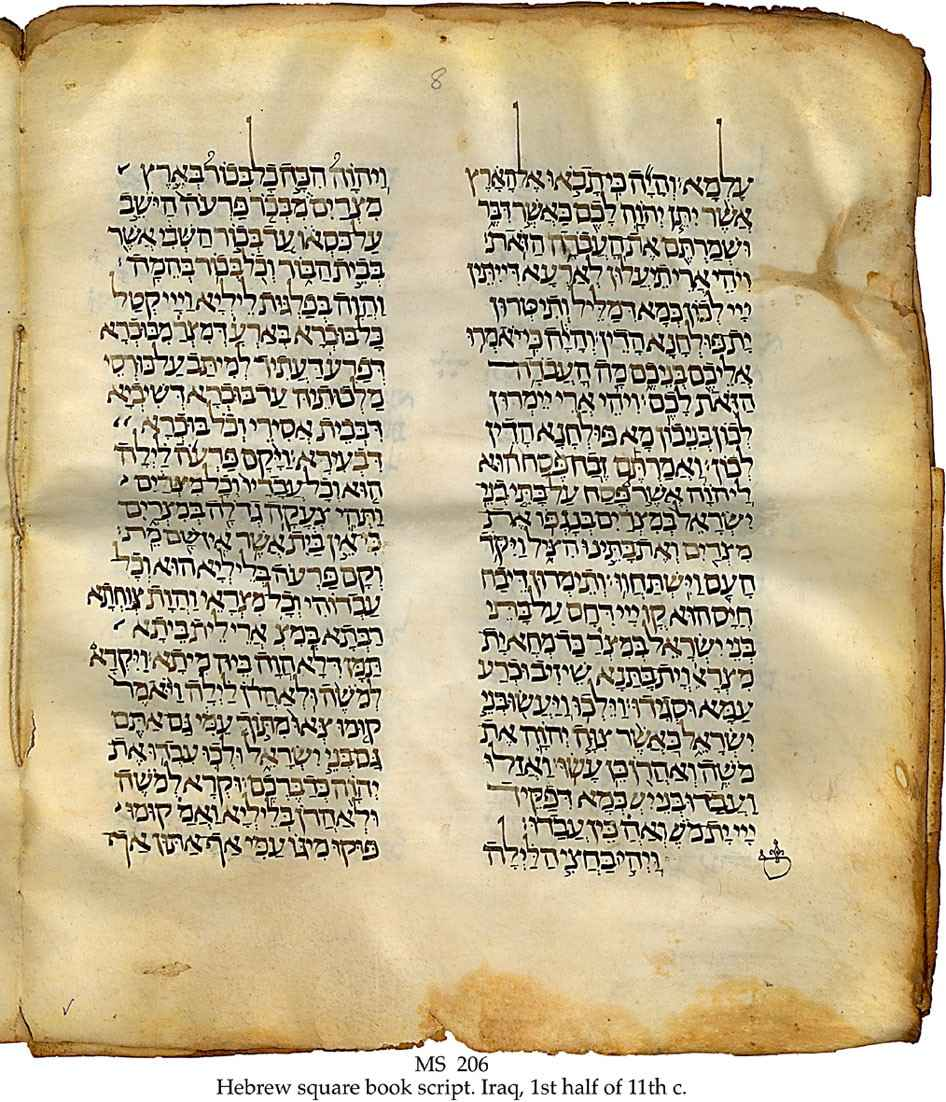
11世紀的《塔納赫》亞蘭文意譯本（塔古姆）

《塔納赫》（希伯來語：תנ״ך，轉寫：Tanakh，又譯作《泰納克》），是犹太教正统的《希伯來聖經》，是猶太教的第一部重要經籍，后来的基督教称之为“希伯来圣经”或“旧约圣经”，但在犹太人来说，Tanakh显然不是“旧的约”，而是始终如一的。  
源自希伯來語：的音譯，这是三个单词开头字母的缩略字。《塔納赫》由三個部份組成，分別：
1. 《妥拉》（Torah / 希伯來文：תורה）：意思是“教导、训诲”[2]，基督徒常常稱其為律法書，一套共五卷，通稱摩西五經。
2. 《先知書》（Navim / Nevi'im / 希伯來文：נביאים）：意思是“先知們”，共八卷，分上下兩部份，記錄了曾教導和帶領猶太人的先知事蹟。
3. 《聖錄》（Ketuvim / Kh'tuvim / 希伯來文：כתובים）：意思是作品集，共十一卷，內容主要關於禮拜儀式、詩歌、文學、歷史；在基督教文献中又譯為《哈吉奧格拉法》（Hagiographa），意思是“圣录”。

整部《塔納赫》共二十四卷，所以又稱二十四書。而根據這三部份經卷名稱的略語，組合了「Tanakh」（「塔納赫」）作為典籍總稱。

## 歷史
《塔納赫》是猶太教的經籍，一般認為《塔納赫》不是在一個時期內產生，而是經過一段頗長時間寫成。普遍認為是由巴比倫之囚時期開始直到公元前一世紀，在此段約240年的時間寫成。全書由一批猶太聖哲和文士整理古代猶太教的歷史典籍和律法文獻，最後在公元100年前後經猶太教拉比在加姆尼亞所舉行的宗教會議中，正式確立為《塔納赫》的定本。
《塔納赫》主要以用希伯來文寫成，而《文集》內有些晚期經卷是以亞蘭文（希臘化時代的敘利亞地區官方語言）所寫成。其主要內容圍繞古代猶太人生活為主，而大部份都是記述猶太人被流放的歷史，尤其強調流放的原因乃是猶太人背離了上帝的誡命，結果遭上帝懲罰而流放異地。
《塔納赫》是現在世界上被翻譯得最多的著作，當中一原因是《塔納赫》被收納為基督宗教經籍之一部分。但兩者仍存分別，除基督宗教稱《塔納赫》為“舊約”外，《聖錄》部分書卷的次序亦略有不同。不過，兩者的內容上基本是一樣的。

## 《塔納赫》書序

### 妥拉（Torah，摩西五经，律法書）
1. 創世紀，Genesis [בראשית / B'reshit]
2. 出埃及記，Exodus [שמות / Sh'mot]
3. 利未記，Leviticus [ויקרא / Vayiqra]
4. 民數記，Numbers [במדבר / B'midbar]
5. 申命記，Deuteronomy [דברים / D'varim]

### 先知書（Navim）
6. 約書亞記，Joshua [יהושע / Y'hoshua]
7. 士師記，Judges [שופטים / Shophtim]
8. 撒母耳記上、下，Samuel (I & II) [שמואל / Sh'muel]
9. 列王紀上、下，Kings (I & II) [מלכים / M'lakhim]
10. 以賽亞書，Isaiah [ישעיה / Y'shayahu]
11. 耶利米書，Jeremiah [ירמיה / Yir'mi'yahu]
12. 以西結書，Ezekiel [יחזקאל / Y'khezqel]
13. 十二先知書，The Twelve Prophets [תרי עשר]
I. 何西阿書，Hosea [הושע / Hoshea]
II. 約珥書，Joel [יואל / Yo'el]
III. 阿摩司書，Amos [עמוס / Amos]
IV. 俄巴底亞書，Obadiah [עובדיה / Ovadyah]
V. 約拿書，Jonah [יונה / Yonah]
VI. 彌迦書，Micah [מיכה / Mikhah]
VII. 那鴻書，Nahum [נחום / Nakhum]
VIII. 哈巴谷書，Habakkuk [חבקוק /Khavaquq]
IX. 西番雅書，Zephaniah [צפניה / Ts'phanyah]
X. 哈該書，Haggai [חגי / Khagai]
XI. 撒迦利亞書，Zechariah [זכריה / Z'kharyah]
XII. 瑪拉基書，Malachi [מלאכי / Mal'akhi]

### 文集（Ketuvim，聖錄，作品集）
14. 詩篇，Psalms [תהלים / T'hilim]
15. 箴言，Proverbs [משלי / Mishlei]
16. 約伯記，Job [איוב / Iyov]
17. 雅歌，Song of Songs [שיר השירים / Shir Hashirim]
18. 路得記，Ruth [רות / Rut]
19. 耶利米哀歌，Lamentations [איכה / Eikhah]
20. 傳道書，Ecclesiastes [קהלת / Qohelet]
21. 以斯帖記，Esther [אסתר / Est(h)er]
22. 但以理書，Daniel [דניאל / Dani'el]
23. 以斯拉記-尼希米記，Ezra-Nehemiah [עזרא ונחמיה / Ezra wuNekhem'ya]
24. 歷代志上、下，Chronicles (I & II) [דברי הימים / Divrey Hayamim]

## 《塔納赫》正典化過程
《塔納赫》正典化不是在一個時期完成，而是自巴比倫之囚時期開始直到公元前一世紀才寫成。最先完成正典化是《妥拉》，約在公元前400年完成。接著是《先知書》，約在公元前250至200完成。《文集》是最後完成的部分，約是公元前一世紀後半期完成。全套《塔納赫》正典化的確認，則是在公元100年左右完成。
公元前60年寫成的次經《馬加比書二書》曾記載尼希米的一個圖書館，內藏了大衛的筆記、列王獻祭的筆記、及不少列王與先知的典籍。而尼希米生活在大約公元前445年，所以一般認同《塔納赫》正典化是在公元前五世紀下半葉才開始進行。
雖然《妥拉》正典化的具體完成時間仍存爭議，但可肯定的是最遲在公元前四世紀初已完成。原因是約在公元前400年的撒瑪利亞人已將《妥拉》視為聖書，並將《妥拉》稱為《撒瑪利亞五經》。其次，《妥拉》亦出現在公元前三世紀的《七十士譯本》。
直到大約公元100年，由於當時的猶太教內部有不少以先知或著名猶太歷史人物命名的經書（普遍視為次經或偽經），為避免造成信仰上的混亂，猶太教的拉比在巴勒斯坦西部沿海非利士平原的猶太教中心加姆尼亞舉行了一宗教會議，正式確立現今的《塔納赫》定本。

## 英文版《塔納赫》
猶太社會向來都比較封閉，而且民族意識強。所以，他們一直維持以希伯來文進行宗教儀式和佈道，並反對以其他語言從事任何宗教活動。直到1854年，美國的猶太人伊薩克·萊塞（Isaac Leeser, 1806──1868）成立了美國猶太出版學會（American Jewish Publication Society），正式的英文版《塔納赫》才出現，並取代之前一直沿用的英王欽定版聖經。
美國猶太出版學會的英文版《塔納赫》（Jewish Publication Society of America Version Tanakh，簡稱JPS Tanakh）修改了多處正統猶太教認為有與其信仰有出入的多处经文，例如在《以賽亞書》第7章第14节，雖然本處希伯來文原意有「少女」與「處女」兩重意思，但是該節乃是以「少女」（young woman）一词呈現，而非基督宗教所採用的「處女」（almah: virgin）。
猶太教起初抗拒使用英文版《塔納赫》，但經伊薩克·萊塞所努力的一連串改革運動後，現在該版本的《塔納赫》已成為最權威的英譯版標準《塔納赫》版本。

### 引用
1. ↑  .   [2010-05-11]. （原始内容存档于2016-11-04）.
2. ↑  .   [2010-03-21]. （原始内容存档于2010-05-01）.
3. ↑  天主教舊約聖經：瑪加伯下2:13
4. ↑  以賽亞書7:14中的處女問題 Archive.today的存檔，存档日期2012-07-07
5. ↑  大衛·魯達夫斯基（David Ruasvsky）：《近現代猶太宗教運動：解放與調整的歷史》。傅有德、李偉、劉平 譯。山東大學出版社，1996年。ISBN 7560717470

## 外部連結
- 犹太教典籍
- 犹太人的“四书” （页面存档备份，存于）